# 中國政法大學國際法學院
中国政法大学国际法学院是中国政法大学的下属的主要学院之一，简称"国经"。前身为1989年成立的中国政法大学国际经济法系。该学院是中国内地高校中规模最大的国际法教研机构，在涉外学术领域有重大影响力。

## 历史
1952年中国政法大学的前身北京政法学院成立时即有国际法学科。1989年3月12日，国际经济法系成立。2002年，国际法学院在国际经济法系的基础上成立。

## 历任领导
- 吴焕宁教授
- 王传丽教授
- 莫世健教授
- 孔庆江教授（现任院长）